# Peloribates ominei
Peloribates ominei är en kvalsterart som beskrevs av Nakatamari 1985. Peloribates ominei ingår i släktet Peloribates och familjen Haplozetidae. Inga underarter finns listade i Catalogue of Life.